# Barzan (Charente Marítim)
Barzan és un municipi francès situat al departament del Charente Marítim i a la regió de la Nova Aquitània. L'any 2007 tenia 451 habitants.

## Demografia

### Població
El 2007 la població de fet de Barzan era de 451 persones. Hi havia 180 famílies de les quals 48 eren unipersonals (20 homes vivint sols i 28 dones vivint soles), 76 parelles sense fills, 48 parelles amb fills i 8 famílies monoparentals amb fills.
La població ha evolucionat segons el següent gràfic:
Habitants censats

### Habitatges
El 2007 hi havia 329 habitatges, 179 eren l'habitatge principal de la família, 129 eren segones residències i 21 estaven desocupats. Tots els 326 habitatges eren cases. Dels 179 habitatges principals, 148 estaven ocupats pels seus propietaris, 26 estaven llogats i ocupats pels llogaters i 5 estaven cedits a títol gratuït; 1 tenia una cambra, 12 en tenien dues, 52 en tenien tres, 64 en tenien quatre i 50 en tenien cinc o més. 138 habitatges disposaven pel capbaix d'una plaça de pàrquing. A 97 habitatges hi havia un automòbil i a 73 n'hi havia dos o més.

### Piràmide de població
La piràmide de població per edats i sexe el 2009 era:
| Homes | Edats   | Dones |
| ----- | ------- | ----- |
| 0     | 95 o +  | 8     |
| 4     | 90 a 94 | 8     |
| 4     | 85 a 89 | 28    |
| 4     | 80 a 84 | 24    |
| 12    | 75 a 79 | 28    |
| 24    | 70 a 74 | 16    |
| 12    | 65 a 69 | 0     |
| 4     | 60 a 64 | 12    |
| 8     | 55 a 59 | 16    |
| 8     | 50 a 54 | 8     |
| 20    | 45 a 49 | 4     |
| 8     | 40 a 44 | 16    |
| 0     | 35 a 39 | 12    |
| 16    | 30 a 34 | 4     |
| 8     | 25 a 29 | 12    |
| 24    | 20 a 24 | 12    |
| 4     | 15 a 19 | 16    |
| 0     | 10 a 14 | 4     |
| 0     | 5 a 9   | 8     |
| 12    | 0 a 4   | 20    |

## Economia
El 2007 la població en edat de treballar era de 236 persones, 145 eren actives i 91 eren inactives. De les 145 persones actives 133 estaven ocupades (71 homes i 62 dones) i 12 estaven aturades (5 homes i 7 dones). De les 91 persones inactives 46 estaven jubilades, 16 estaven estudiant i 29 estaven classificades com a «altres inactius».

### Ingressos
El 2009 a Barzan hi havia 184 unitats fiscals que integraven 382,5 persones, la mediana anual d'ingressos fiscals per persona era de 16.244 €.

### Activitats econòmiques
Dels 23 establiments que hi havia el 2007, 1 era d'una empresa extractiva, 1 d'una empresa de fabricació d'altres productes industrials, 5 d'empreses de construcció, 1 d'una empresa de comerç i reparació d'automòbils, 5 d'empreses d'hostatgeria i restauració, 3 d'empreses immobiliàries, 5 d'empreses de serveis i 2 d'entitats de l'administració pública.
Dels 7 establiments de servei als particulars que hi havia el 2009, 2 eren paletes, 1 fusteria, 1 lampisteria, 1 electricista, 1 restaurant i 1 agència immobiliària.
L'any 2000 a Barzan hi havia 20 explotacions agrícoles que ocupaven un total de 728 hectàrees.

## Poblacions més properes
El següent diagrama mostra les poblacions més properes.